# Gueorgui Jacobson

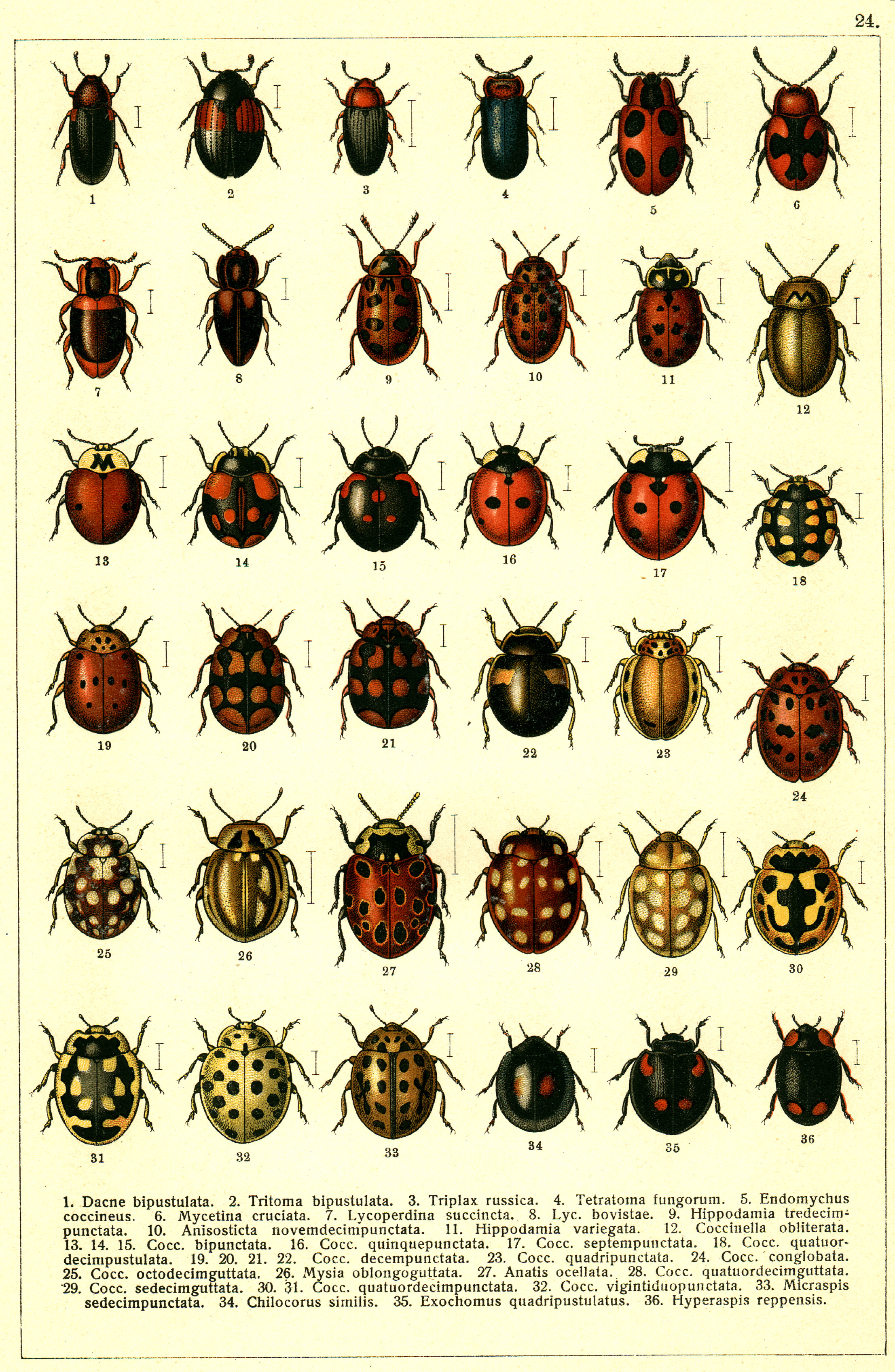
Coccinelles, figure dans Beetles (Coléoptères) de Jacobson, 1905

Gueorgui Gueorguievitch Jacobson (en russe : Георгий Георгиевич Якобсон) est un  entomologiste russe, né le 19 janvier 1871 à Saint-Pétersbourg et mort le 23 novembre 1926.
Ses collections sont actuellement conservées au Musée zoologique de Saint-Pétersbourg.

## Liste partielle des publications
- (ru) 1905 : Coléoptères de Russie, d'Europe occidentale et des pays limitrophes.
- (ru) 1905 :  avec Valentin Bianchi (1857-1920), Orthoptera et Pseudoneuroptera de l'Empire russe.